# Абердин (Јужна Дакота)
Абердин (енгл. Aberdeen) град је у америчкој савезној држави Јужна Дакота.

## Демографија
По попису из 2010. године број становника је 26.091, што је 1.433 (5,8%) становника више него 2000. године.
| Група             | 2000.          | 2010.          |
| Белци             | 23.209 (94,1%) | 23.759 (91,1%) |
| Афроамериканци    | 92 (0,4%)      | 178 (0,7%)     |
| Азијати           | 133 (0,5%)     | 329 (1,3%)     |
| Хиспаноамериканци | 196 (0,8%)     | 412 (1,6%)     |
| Укупно            | 24.658         | 26.091         |